# Visconde de Bouça
Visconde de Bouça é um título nobiliárquico criado por D. Luís I de Portugal, por Decreto de 20 de Agosto de 1877 e Carta de 21 de Fevereiro de 1878, em favor de Sebastião Manuel de Sampaio e Castro.
Titulares
1. Sebastião Manuel de Sampaio e Castro, 1.º Visconde de Bouça;
2. Maria Cândida de Sampaio e Castro, 2.ª Viscondessa de Bouça, casada com Manuel Pinto Vaz Guedes Bacelar, 2.º Visconde de Bouça jure uxoris.